# Claudette Maillé
Claudette Maillé (Ciudad de México, México, 11 de noviembre de 1964) es una actriz mexicana.

## Carrera
Claudette nació en la Ciudad de México, pero durante su adolescencia vivió algunos años en París junto con su madre y sus hermanos.
Estando en la capital de Francia estudió danza contemporánea y también empezó su interés por la actuación.
Maillé regresó a vivir a México a los 20 años de edad, tomó clases de actuación en la UNAM pero a raíz de una larga huelga se cambió al Núcleo de Estudios Teatrales, también tomo cursos de actuación con Héctor Mendoza y Julio Castillo. Debutó en teatro en dos montajes de Héctor Mendoza.
En cine comenzó haciendo pequeños papeles con Alberto Cortés, en Ciudad de ciegos, y con Alfonso Cuarón, en Solo con tu pareja, poco después consiguió el papel de Gertrudis en Como agua para chocolate con el cual ganó un Premio Ariel y un Kikito en el Festival de Gramado en Brasil.
Después del éxito de Como agua para chocolate, Maillé continuó su carrera en cine y teatro. Hizo Novia que te vea de Guita Schyfter, por lo cual recibe una nominación al Premio Ariel como Mejor actriz y muchos otros proyectos como la colaboración con Julian Schnabel en la cinta Antes que anochezca participando al lado de Johnny Depp, Sean Penn, e incluso con Diego Luna en sus inicios.
En el 2002 Maillé tuvo a su primer hijo, por lo que se retiró durante un tiempo para dedicarse a él.
En 2008 regreso al cine participando en la película Quemar las naves de Francisco Franco Alba. En esta cinta actúa con Ángel Onésimo Nevares, Irene Azuela y Jessica Segura.
Fue pareja de Adriana Fonseca en el 2002, además lanzó un libro de nombre “Por si amaste a la otra”.

## Filmografía

### Televisión
- Retrato de familia (1995-1996) - Ruth Vázquez
- Gente bien (1997) - Ximena
- Mujer, casos de la vida real (1997)
- Yacaranday (1999) - Marcela
- Amor en custodia (2005) - Isabella di Andre
- Secretos del alma (2008) - Amalia
- Los Minondo (2010) - Mercedes Arguelles
- Capadocia (2010-2012) - Mónica Acosta
- Pacientes (2012) - Amanda
- XY, la revista (2012) - Débora
- Como dice el dicho (2013-2016) - Azucena / Belinda / Elvira
- Camelia la Texana (2014) - Rosaura Pineda
- Amor de barrio (2015) - Delfina Gómez
- Señorita Pólvora (2015) - Alicia Cortés "La Pantera"
- El capitán Camacho (2015) - Gloria
- La doña (2016) - Presa
- La hermandad (2016) - Ludmila Carrillo
- La rosa de Guadalupe (2016) - Cipriana
- Atrapada (2018) - Renata Garay
- Ingobernable (2018) - Ofelia
- La casa de las flores (2018-2020) - Roberta Navarro (principal temporada 1; narradora temporada 1, 2 y 3)
- Rosario tijeras (2019) - Vanessa
- Tijuana (2019) - Federica
- Enemigo intimo (2020) - Elisa Torres
- El candidato (2020) - Patricia Morales
- Subete a mi moto (2020) - Amanda
- La muchacha que limpia (2021) -
- Búnker (2021) - Amparo
- ¿Quién mató a Sara? (2022) - Macarena[1]
- Pena ajena (2022) - Karen Aparicio[2]
- Un extraño enemigo (2022) - Josefina Senderos[3]
- Cualquier parecido (2023)[4]

### Cine
- La muerte es un lugar solitario (1989)
- Bandidos (1991)
- Sólo con tu pareja (1991) - Burbus
- Ciudad de ciegos (1991) - Lourdes
- No quiero discutir (1991) - Gabriela
- Como agua para chocolate (1992) - Gertrudis
- Fray Bartolomé de las Casas (1993)
- Novia que te vea (1994) - Oshi Mataraso
- Un hilito de sangre (1995) - Hortensia
- Detrás del dinero (1995)
- El timbre (1996)
- Sucesos distantes (1996) - Gerente
- Bajo California: El límite del tiempo (1998) - Esposa
- La mirada de la ausencia (1999)
- Crónica de un desayuno (2000) - Eugenia
- Antes que anochezca (2000) - María Luisa Lima
- Las caras de la luna (2002) - Annette
- KM 31: Kilómetro 31 (2006) - Mamá
- Sólo Dios sabe (2006) - Inés
- Quemar las naves (2007) - Eugenia
- Nesio (2008) - Inma
- Mano a mano (2010) - Teresa
- La última muerte (2011) - Sofía Alexanderson
- Colosio: El asesinato (2012) - Clara
- Sobre ella (2013) - Tere
- Tlatetolco, Verano de 68 (2013) - Gloria
- Las lágrimas (2013) - Madre
- Tiempos felices (2014) - Mamá de Max
- Obediencia perfecta - Señora Alcérreca
- Sopladora de hojas (2015)
- Bruma (2016) - Lucrecia
- Treintona, soltera y fantástica (2016) - Renata
- Hasta que la boda nos separe (2018) - María
- Perdida (2019) - Blanca
- No negociable (2024) - Jefa de la UASE[5]

## Premios y nominaciones

### Premio Ariel
| Año  | Categoría                  | Película                 | Resultado |
| ---- | -------------------------- | ------------------------ | --------- |
| 1992 | Mejor Coactuación Femenina | Como agua para chocolate | Ganadora  |
| 1994 | Mejor Actriz               | Novia que te vea         | Nominada  |